# Britanski Kamerun
Britanski Kamerun bilo je područje pod mandatom Ujedinjenog Kraljevstva kojeg je stvorila Liga naroda, nakon što je njemački protektorat Njemački Kamerun podijeljen na Francuski Kamerun i na Britanski Kamerun. 
Ovo područje je danas podijeljeno između Nigerije i Kameruna.
██ Njemački Kamerun
██ Britanski Kamerun
██ Francuski Kamerun
██ Republika Kamerun
Krajem 19. stoljeća, područje današnjeg Kameruna postalo je protektorat Njemačkog Carstva. Tijekom prvog svjetskog rata, taj protektorat su okupirale britanske, francuske i belgijske snage, a kasnije je Liga naroda to područje upravno podijelila na dva dijela i dala upravu nad njima Francuskoj i Velikoj Britaniji. Teritorij Britanskog Kameruna podijeljen je na sjeverni i južni dio (Northern Cameroons i Southern Cameroons). Francuski Kamerun je stjekao nezavisnost u siječnju 1960. godine, a nedugo nakon njega nezavisnost je trebala dobiti i Nigerija. Tu se pojavilo pitanje sudbine Britanskog Kameruna. Nakon dužih razgovora i referenduma koji je održan u veljači 1961. godine, sjeverni dio Britanskog Kameruna gdje su većina stanovništva muslimani, odlučio je postati dio Nigerije, dok se južni dio Britanskog Kameruna odlučio za Republiku Kamerun.
Sjeverni dio tog teritorija postao je nigerijska regija 31. svibnja 1961., dok je južni dio postao dio Kameruna 1. listopada iste godine. Sve do potpune integracije ovim je prostorima upravljao UN.